# صمد بالازاده
صمد بالازاده (زادهٔ شهریور ۱۳۳۲ در اردبیل - درگذشتهٔ ۲۷ مرداد ۱۳۹۹ در تهران) یکی از خلبانان نیروی هوایی ارتش ایران بود. او پس از مصطفی اردستانی، رکورددار پرواز عملیاتی در ارتفاع پست بود. بالازاده به‌علت خدماتش در جنگ ایران و عراق، نشان فتح دریافت کرده بود.

## زندگی‌نامه
بالازاده در سال ۱۳۵۲ وارد دانشکده خلبانی شد و پس از تکمیل دورهٔ آموزش خود در آمریکا، به ایران بازگشت و در ۱۲۱ عملیات برون‌مرزی و پشتیبانی هوایی در جنگ ایران و عراق حضور داشت.
بالازاده دارای سابقهٔ پروازی معادل ۱٬۳۶۵ ساعت و ۲۰ دقیقه بود. علی خامنه‌ای به پاس خدمات او، نشان فتح را به وی اعطاء نمود. او با انجام ۸۵۰ سورتی پرواز، رکورددار پرواز عملیاتی در ارتفاع پست بعد از مصطفی اردستانی است. در همین راستا با حضور مسئولان فرماندهان نظامی و انتظامی استان اردبیل، سند هویتی بالازاده، دارنده بیشترین ساعات پرواز در ایران، رونمایی شد. بالازاده در ۲۷ مرداد ۱۳۹۹ در تهران درگذشت.

## تألیف
- کتاب آسمان مال من بود مجموعه خاطرات وی به قلم ساسان ناطق به همت حوزه هنری استان اردبیل چاپ و منتشر شده‌است.[۶] کتاب مروری بر خاطرات او از دوران کودکی تا سال ۱۳۷۵ است.[۴]